# Cosmos 140
Cosmos 140 (in russo: Космос 140), o Soyuz 7K-OK No.3, è stata una missione priva di equipaggio della navicella spaziale Soyuz. È stato il terzo tentativo di volo di prova del modello Sojuz 7K-OK, dopo i guasti orbitali di Cosmos 133 e di lancio di Sojuz 11A511 dei primi due veicoli spaziali Soyuz.

## Storia
Il seguito di Cosmos 133, era previsto per il 14 dicembre 1966 (Soyuz 7K-OK No.1) ma si concluse disastrosamente. Al decollo, lo stadio centrale si è acceso, ma non gli strap-on. È stato immediatamente inviato un comando di spegnimento e gli equipaggi del pad hanno iniziato a spostare le torri di servizio in posizione e a svuotare i propellenti. Questo compito è stato completato per lo stadio principale e gli strap-on, e poi circa 27 minuti dopo il tentativo di lancio, il launch è scape system  (LES) si è improvvisamente attivato. Il suo scarico ha causato il surriscaldamento e l'esplosione dei serbatoi di propellente del terzo stadio di Blok I, uccidendo una persona a terra e danneggiando la Soyuz. Anche l'LC-31 è stato gravemente danneggiato e ha richiesto sette mesi di lavori di riparazione nel gelido inverno del Kazakistan per essere ripristinato in uso. Si pensava che il motivo dell'attivazione di LES fosse un timer attivato a causa della rotazione della Terra che colpisce il pacchetto giroscopio nel veicolo di lancio o forse una delle torri di servizio che lo urtava.

## Lancio
Nel febbraio 1967, il booster di riserva e il veicolo spaziale furono allestiti e la missione pianificata poteva essere effettuata. Cosmos 140 è stato operato in un'orbita terrestre bassa, il 7 febbraio 1967, aveva un perigeo di 165 km, un apogeo di 218 km, un'inclinazione di 51,7° e un periodo orbitale di 88,5 minuti.

## Atterraggio
La navicella ha sofferto di problemi di controllo di assetto e di un eccessivo consumo di carburante in orbita, ma è rimasta controllabile. Un tentativo di manovra sulla 22ª orbita mostrava ancora problemi con il sistema di controllo. Ha funzionato male ancora una volta durante il retroincendio, portando a un rientro atmosferico più ripido del previsto.
Anche se l'evento sarebbe stato letale per qualsiasi umano, i sistemi di recupero della capsula hanno funzionato e la capsula si è schiantata attraverso il ghiaccio del lago d'Aral, a centinaia di chilometri di distanza dalla sua zona di atterraggio. Il veicolo spaziale alla fine è affondato a 10 metri sott'acqua e ha dovuto essere recuperato dai sommozzatori. Le prestazioni del test sono state comunque ritenute "abbastanza buone"; le missioni di attracco con equipaggio di Soyuz 1 e Soyuz 2 sono state approvate per il volo successivo.